# Pseudoprotasis canariella
Pseudoprotasis canariella är en fjärilsart som beskrevs av Walsingham 1897. Pseudoprotasis canariella ingår i släktet Pseudoprotasis och familjen praktmalar, Oecophoridae. Inga underarter finns listade i Catalogue of Life.